# Серебрянський Андрій Сергійович
Серебрянський Андрій Сергійович (нар. 25 червня 1980, Луганськ, Українська РСР, СРСР) — підсанкційний український відеоблогер (відомий як Андрій Луганський), громадянський журналіст, разом з Карповим Андрієм колишній телеведучий програми «ВАТА ШОУ» на телеканалі «Прямий».
Кандидат у народні депутати України на парламентських виборах 2019 року від партії «Європейська солідарність».
З 20 липня 2025 року знаходиться у списку підсанкційних осіб РНБО України наказом підписаним особисто Президентом України Володимиром Зеленським за «антиукраїнські наративи». 
З 29 липня 2025 мережу його YouTube каналів було заблоковано для перегляду на території України.

## Життєпис
Народився 25 червня 1980 року в місті Луганськ, УРСР.
У 2014 році, через російську агресію на Донбасі та окупацію рідного міста, переїхав разом із сім'єю з Луганська до Одеси.
З 2002 по 2018 працював у сфері торгівлі.

## Громадська та політична діяльність
З 2018 року є блогером.
В 2019 році разом із Андрієм Карповим, більш відомим як Андрій Полтава, був телеведучим програми «Вата шоу» на телеканалі «Прямий».
Брав участь у парламентських виборах в Україні 2019 року будучи кандидатом у народні депутати від партії «Європейська Солідарність» під номером № 64.
В 2020 дає інтерв'ю для шоу «Гончаренко рулить» разом з Олексієм Гончаренко на телеканалі «5 канал», де поділився «своїм планом щодо порятунку Донбасу»:
|  | "Зеленський каже, що Донецьк та Луганськ до нас повернеться. А він не повернеться, бо він нікуди і не йшов. Вони окуповані, їх потрібно визволяти. Без стратегії та плану нічого не зсунеться з місця. Це має бути контроль над кордоном з Росією, треба примусити агресора припинити стріляти через санкції, вивезти всі збройні формування та зброю. А потім проводити розмову про модальність виборів на місцях. Україні ця війна не потрібна, це Росія вторглася і хоче її продовжувати. Тому треба діяти жорстко", – сказав Луганський. |

У січні 2021 року сторінка Луганського у Facebook була заблокована. Після цього він взяв участь у ефірі телеканалу «5 канал» з розмовою на тему «хто і як винищує проукраїнський контент». Згодом пізніше його сторінки були знову відновлені адміністрацією Facebook.
Після повномасштабного російського вторгнення в Україну блогер регулярно висвітлює проблеми української мобілізації, порушеннях прав громадян у діях працівників ТЦК та СП, і активно критикує діючий уряд України, з окрема також і Президента України Володимира Зеленського.
З 20 липня 2025 року знаходиться під санкціями РНБО України за «антиукраїнську пропаганду». У список підсанкційних осіб його було внесено особисто указом Президента України Володимиром Зеленським, разом із українським блогером та колишнім народним депутатом України Геннадієм Балашовим, колишньою народною депутаткою України Королевською Наталією, російською журналісткою та письменницею Юлією Латиніною, та російською війсккорреспонденткою Тетяною Аксьонко.
З 29 липня 2025 року, згідно повідомлення Центру протидії дезінформації при РНБО України заблокував доступ до перегляду усіх YouTube каналів Андрія Серебрянського на території України.

## Досягнення
- Мав місце № 71 у рейтингу українських блогерів за версією сайту Focus[11].
- В 2021 році пебував на місці № 5 серед українських блогерів за сумою пожертв через Patreon[21].